# دوژان باجویچ
دوژان باجویچ (سیریلیک صربی: Душан Бајевић؛ زادهٔ ۱۰ دسامبر ۱۹۴۸) یک بازیکن فوتبال اهل بوسنی و هرزگوین است.
از باشگاه‌هایی که در آن بازی کرده‌است می‌توان به آ. ا. ک آتن و باشگاه فوتبال سارایوو اشاره کرد.